# Jardinier satiné
Ptilonorhynchus violaceus
Genre
Espèce
Statut de conservation UICN

 LC  : Préoccupation mineure
Le Jardinier satiné (Ptilonorhynchus violaceus) est une espèce de passereaux de la famille des Ptilonorhynchidae, la seule du genre Ptilonorhynchus.

## Description
Le Jardinier satiné mâle est d'un plumage intégralement noir brillant aux reflets bleutés.
Le plumage de la femelle est de couleur pâle : vert grisâtre écaillé de noir de la gorge aux sous-caudales ; le manteau, les scapulaires, le croupion ainsi que les sus-caudales sont vert olive. Les ailes et la queue sont rousses et les parotiques sont nuancées de brun clair.
Le bec verdâtre (♂) ou noir (♀) comporte une cire recouverte de plumes chez les deux sexes.
Les jeunes individus sont très similaires à la femelle pendant plusieurs années, avec comme principale distinction le ventre, beaucoup plus pâle et ponctué de blanc. Les mâles juvéniles n'acquièrent leur plumage sombre et leur bec pâle qu'après 7 ans.
Chez les deux sexes, l'œil est d'un bleu indigo typique ; noir à la naissance, l'iris du jeune devient bleu au bout de la 5e année.
L'adulte mesure de 25 à 32 cm et pèse environ 200 g.

## Distribution
En deux bandes côtières correspondant aux deux sous-espèces : l’une, très fine, dans le nord-est du Queensland ; l’autre, beaucoup plus importante, dans le sud-est de l’Australie.

## Sous-espèces
P. v. violaceus  (Vieillot, 1816) : des environs de Rockhampton jusque dans la périphérie est de Melbourne avec interruption puis reprise de la distribution à la périphérie ouest et sur le petit site d’Otway. Cette frange côtière mesure entre 50 et 200 km de large dans l’est du Queensland et peut atteindre 250 km dans l’est de la Nouvelle Galles du Sud puis se réduire à nouveau à 50 km dans le Victoria.
P. v. minor Campbell, 1912 : des monts Amos aux sites de Seaview et Paluma dans le nord-est du Queensland. Cette sous-espèce se distingue par une taille plus petite dans les deux sexes et la femelle par le dessus davantage gris-bleuâtre terne.

## Habitat
L’oiseau à berceau satiné est inféodé aux forêts humides et aux zones boisées avec une nette préférence pour les lisières de forêts et leurs boisements adjacents pourvus d’un sous-bois riche en arbustes. Les individus, surtout ceux vivant en région boisée, gagnent des habitats plus ouverts (parcs, vergers, jardins et pâturages) en hiver quand leur nourriture devient rare (Frith & Frith 2009).

## Alimentation
Elle consiste surtout en fruits avec un complément de fleurs (pétales, étamines, nectar), de feuilles, de graines et d’insectes. Les oisillons sont nourris à 95% d’insectes (Frith & Frith 2009).

## Construction du berceau
Le mâle choisit, dans une clairière, une petite aire dégagée d’environ 1,20 m de long et 0,60 m de large qu’il tapisse ensuite de brindilles d’une vingtaine de centimètres de long sur une épaisseur d’environ 5 cm. Puis, il élève, au centre de cette plate-forme, deux parois verticales et parallèles de rameaux solidement plantés dans le sol et fermement entrelacés. L’allée ainsi confectionnée mesure de 60 à 90 cm de long et 10-12 cm de large, dans sa partie intérieure, permettant juste à l’oiseau de passer. Les rameaux verticaux qui mesurent 30-35 cm se courbent légèrement à leur extrémité de façon à former une voûte plus ou moins prononcée. L’oiseau se met ensuite à décorer l’entrée principale et ses alentours (plus rarement les deux entrées) en disposant sur le sol de nombreuses garnitures de coloration prioritairement bleue et secondairement violette, verte et jaune (Ottaviani 2014).
Généralement un individu entretient un berceau pendant quatre ou cinq ans en le consolidant sur place chaque année ou en reconstruisant un autre un peu plus loin mais un mâle âgé de plus de 20 ans a été observé sur le même berceau pendant plus de 15 ans. La disparition d’un mâle dominant, établi depuis longtemps sur un site à succès, engendre une compétition acharnée pour sa possession qui, elle-même, occasionne des changements de propriétaires des berceaux voisins (Frith & Frith 2009).

## Décoration
Ottaviani (2014) a répertorié tous les éléments décoratifs mentionnés dans la littérature, émanant de son observation personnelle ou provenant de documents photographiques et cinématographiques disponibles sur Internet. Ils sont répartis en éléments naturels : des fleurs et des fruits bleus, violets, rouges et jaune-vert, des cosses jaunes de graines de cycas, des plumes, notamment des rémiges de perruches de Pennant (Platycercus elegans) et des plumes bleues d’autres perruches et perroquets, des feuilles mortes, des champignons gris, des ailes bleues de papillons, des élytres de scarabées, des cigales et des araignées desséchées, des coquilles d’escargots brunes, des morceaux de peaux de serpents, des nids de guêpes, des crânes et des squelettes de petits mammifères, oiseaux et reptiles, des coquilles d’œuf, la peau d’un malure superbe mâle (Malurus cyaneus), la mandibule inférieure et des plumes d’un oiseau à berceau satiné mâle.
Les objets artificiels, très majoritairement de couleur bleue, se composent de sachets en plastique, capsules de bouteilles, petits jouets d’enfants (surtout des legos), boites d’allumettes et paquets de cigarettes, pailles de boisson, élastiques à cheveux, briquets, stylos, cartouches de fusils, pinces à linge, clés de voitures, différents morceaux de papiers, de tissus et de plastiques, bouts de ficelle, morceaux de métal, pièces de monnaie, débris de vaisselle blanche (avec un liseré bleu), éclats de verre et de marbre, bijoux et même des préservatifs.

## Peinture du berceau
Ce phénomène extraordinaire a été découvert par Gannon (1930) qui avait remarqué que le mâle utilisait un morceau d’écorce pour déposer de la peinture (mélange de charbon de bois et de salive) sur les brindilles intérieures du berceau. Les études ultérieures de la part d’autres naturalistes et le visionnage de séquences vidéo récentes ont affiné l’observation de Gannon et ont permis de reconstituer le déroulement de ce comportement singulier car il représente l’un des rares exemples d’utilisation d’outils dans le monde des oiseaux. Le mâle commence par écraser dans son bec des baies bleu-noir et de la poussière de charbon de bois (provenant de feux de brousse) dilués dans sa salive. Puis il saisit un fragment d’écorce fibreuse et étale à l’aide de ce « pinceau » la mixture colorée à l’intérieur de l’allée. La peinture s’écoule du morceau d’écorce que l’oiseau tient en travers de son bec entrouvert et qu’il déplace de haut en bas sur les parois. Cet enduit noir bleuté sèche rapidement et forme une croûte grumeleuse de 2-3 mm d’épaisseur qui s’effrite assez facilement au doigt. Au pic des parades nuptiales, certains mâles repeignent chaque jour leur berceau avec un nouveau pinceau. Le sol de l’allée est alors jonché de particules de peinture séchée. Cependant, certains individus n’utilisent pas d’outils et déposent directement le colorant par le bec (Ottaviani 2014).

## Voix
Au berceau, le mâle délivre des cris de signalement composés de "quoo-eeew" sifflés, de notes sonores et éraillées, et d’imitations de cris d’autres oiseaux et même de sons humains. En parade nuptiale, il émet des bruits bourdonnants et mécaniques ainsi que des imitations de chants d’autres oiseaux en sourdine (Frith & Frith 2009).

## Parade nuptiale
Le mâle tente d’attirer une femelle par ses vocalises, le but étant d’amener sa partenaire au milieu de l’allée où a lieu l’accouplement. Quand l’une d’elles apparaît, il se place dans le puits de lumière à l’entrée de son berceau. Son plumage, presque uniformément bleu-noir, révèle au soleil un beau coloris lilas bleuté brillant. L’iris, bleu-violet, change de nuance selon l’intensité de la lumière et vire parfois à un rose bleuté, un rose-lilas ou un rose foncé. À l’approche de la femelle, il saisit dans son bec une plume, une fleur ou une baie (généralement bleue, parfois jaune), entrouvre les ailes, hoche la queue, tend le cou en avant et produit des sons mécaniques et rythmés tout en sautillant autour d’elle. Parfois, il pousse des cris rauques et touche du bec les différents objets colorés, le corps parfaitement penché en avant. La femelle l’observe en silence et semble évaluer ses aptitudes. Si elle s’éloigne, il interrompt sa parade et l’appelle d’un cri particulier auquel elle répond généralement en revenant au berceau. Si elle entre dans l’allée, il entonne un chant à tonalité électrique et se livre à une série d’attitudes stéréotypées, un peu comme un jouet mécanique. Par exemple, il penche fortement le corps en avant, pointe le bec vers le sol, garde la tête parfaitement immobile et se fige dans cette position en imprimant de brefs battements d’ailes. Parfois, il exécute une sorte de danse basée sur des secousses spasmodiques. Puis il passe devant l’allée et se positionne face à la femelle. Là, il se relève fortement et se montre, au contraire, plus grand tout en ouvrant et en refermant frénétiquement les ailes. Il contourne le berceau et la rejoint dans l’allée, dans le même sens qu’elle où a lieu l’accouplement. Les battements d’ailes des deux oiseaux provoquent parfois des dégâts dans la galerie que le mâle répare dès le départ de la femelle. Parfois, un jeune mâle au plumage verdâtre chamarré de noirâtre, attiré par ce tintamarre, vient jouer les trouble-fêtes. Le juvénile semble, en fait, apprendre le comportement du mâle en observant. Il chasse parfois la femelle et finit alors par se faire éconduire par le mâle propriétaire du berceau (Ottaviani 2014).

## Nidification
Elle a lieu de fin-août ou début septembre à janvier avec un pic de ponte en novembre et décembre, les jeunes quittant les nids jusqu’à fin-février. Les femelles construisent leurs nids relativement près des berceaux actifs, entre 85 et 313 m et se nourrissent dans un rayon d’à peine 100 m autour de leur nid. Le territoire d’une femelle englobe généralement entre trois et cinq berceaux. Les nids sont construits essentiellement dans des arbres, des buissons, des vignes grimpantes accrochées aux arbres, des formations de gui, des cépées de troncs brisés, rarement dans des fougères arborescentes ou des cavités d’arbres. La hauteur peut varier, selon l’habitat, entre 2 et 40 m du sol avec une moyenne de 15 m. Le nid consiste en une coupe de brindilles et de rameaux, prélevés sur les arbres, avec un revêtement interne de feuilles. Sa construction dure une ou deux semaines. Les œufs présentent une couleur de fond chamois pâle ou chamois foncé avec des tachetures et des vermiculures noires, brunes, grises et gris-violet. La ponte varie entre un et trois œufs, la plupart en contenant deux (66% sur un total de 98 pontes). L’incubation dure 21 ou 22 jours et l’élevage des jeunes au nid entre 17 et 21 jours (Frith & Frith 2009).

## Statut, conservation
BirdLife International (2013) répertorie l’espèce en « préoccupation mineure » car elle reste relativement commune. Elle a payé un lourd tribut aux activités humaines à Nanango dans le sud-est du Queensland depuis les années 1950 mais elle a augmenté ses populations en s’adaptant aux parcs et aux jardins de Canberra, Territoire de la Capitale de l’Australie, depuis le milieu des années 1970 (Frith & Frith 2009).

## Galerie

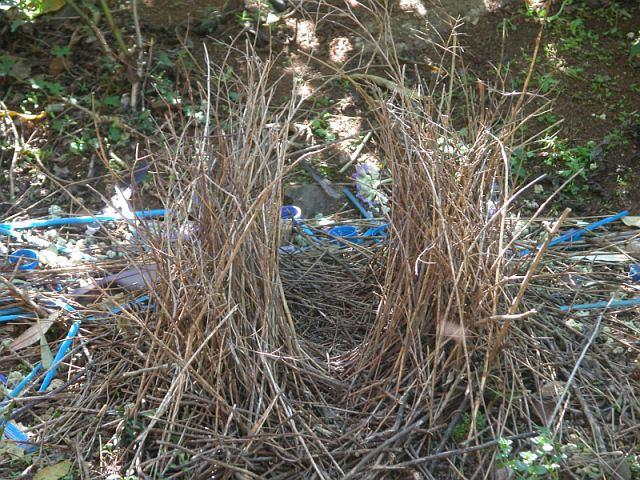
Berceau
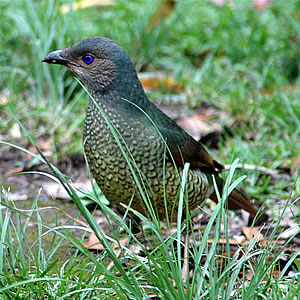
Femelle
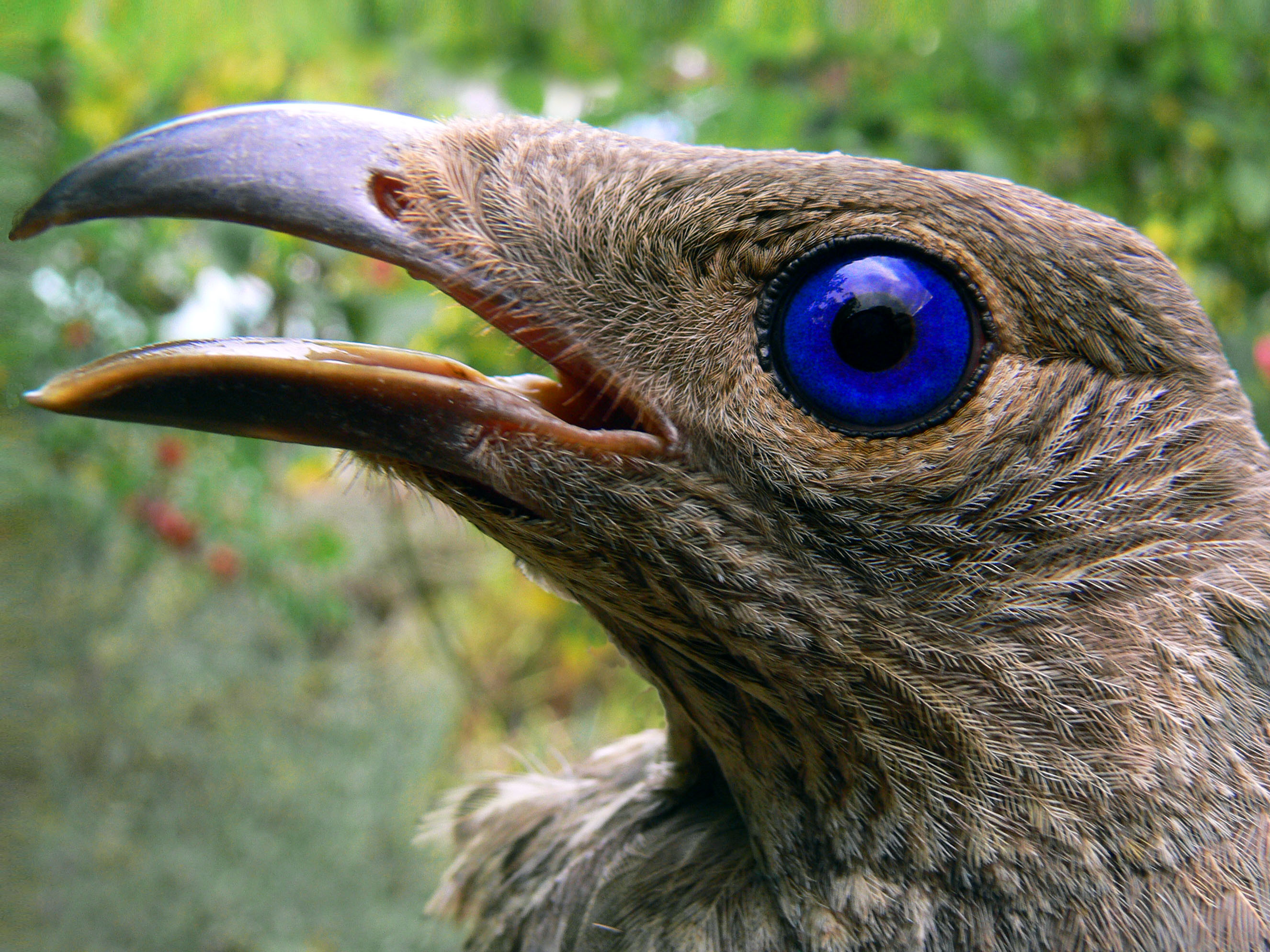
Femelle
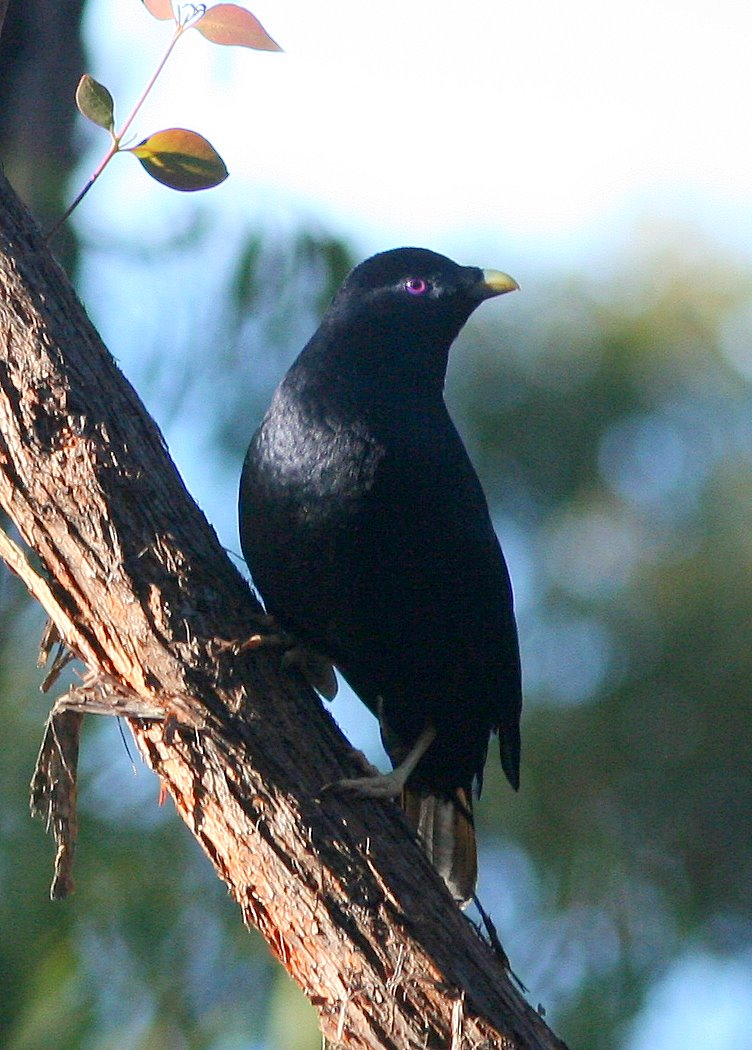
Mâle
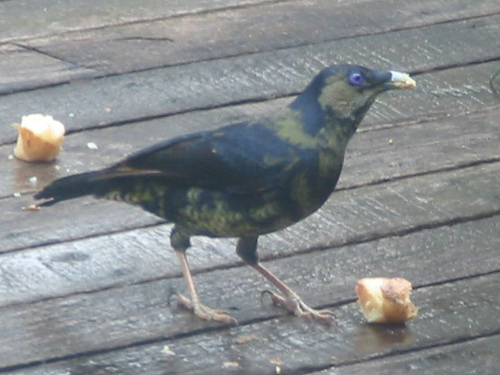
Jeune en train d'acquérir son plumage adulte